# Cobubatha dimidata
Cobubatha dimidata är en fjärilsart som beskrevs av Smith 1905. Cobubatha dimidata ingår i släktet Cobubatha och familjen nattflyn. Inga underarter finns listade i Catalogue of Life.